# Kommunist (Zeitschrift)
Die Zeitschrift Kommunist (russisch Коммунист Kommunist), bis 1952 Bolschewik (russisch Большевик), war von 1924 bis zur Auflösung der KPdSU im August 1991 die parteitheorische Zeitschrift des Zentralkomitees der KPdSU (von 1925 bis 1952 WKP(B)). Sie hatte die Aufgabe, in ihren Artikeln die jeweilige Generallinie der sowjetischen KP zu präsentieren. Darüber hinaus publizierte sie auch Dokumente aus der Geschichte der kommunistischen Bewegung.
Sie erschien ein- bis zweimal wöchentlich und wurde in Moskau verlegt.

## Geschichte
Die Zeitschrift wurde mit Beschluss des Organisationsbüros des ZK der KPR (B) vom 19. November 1923 gegründet. Ihre erste Ausgabe erschien am 5. April 1924. Nach der Umbenennung der Kommunistischen Allunions-Partei (Bolschewiki) (WKP(B)) in Kommunistische Partei der Sowjetunion (KPdSU) wurde ihr Name in Kommunist geändert.
Insbesondere unter dem letzten Chefredakteur Nail Bikkenin (1987–1991) entwickelte sich die Zeitschrift im Rahmen von Perestroika und Glasnost zu einer Stütze des von Michail Gorbatschow angestoßenen Reformprozesses.
Mit der Auflösung der KPdSU 1991 wurde ihr Erscheinen eingestellt. Als Nachfolgerin fungierte die Zeitschrift Свободная мысль (Freies Denken).

## Chefredakteure
- Nikolai Bucharin (1924–1929)
- Wilhelm Knorin (1930–1934)
- Alexei Stezki (1934–1938)
- Konstantin Kusakow (1940–1945)
- Pjotr Fedossejew (1945–1949)
- Sergei Abalin (1949–1952)
- Dmitri Tschesnokow (1952–1953)
- Alexei Rumjanzew (1954–1958)
- Fjodor Konstantinow (1958–1962)
- Wassili Stepanow (1962–1965)
- Anatoli Jegorow (1965–1974)
- Wiktor Afanassjew (1974–1976)
- Ritschard Kossolapow (1976–1986)
- Iwan Frolow (1986–1987)
- Nail Bikkenin (1987–1991)